# Poliptyk Roverella
Poliptyk Roverella – nieistniejący w całości poliptyk autorstwa włoskiego malarza renesansowego (Quattrocento) Cosmy Tury.

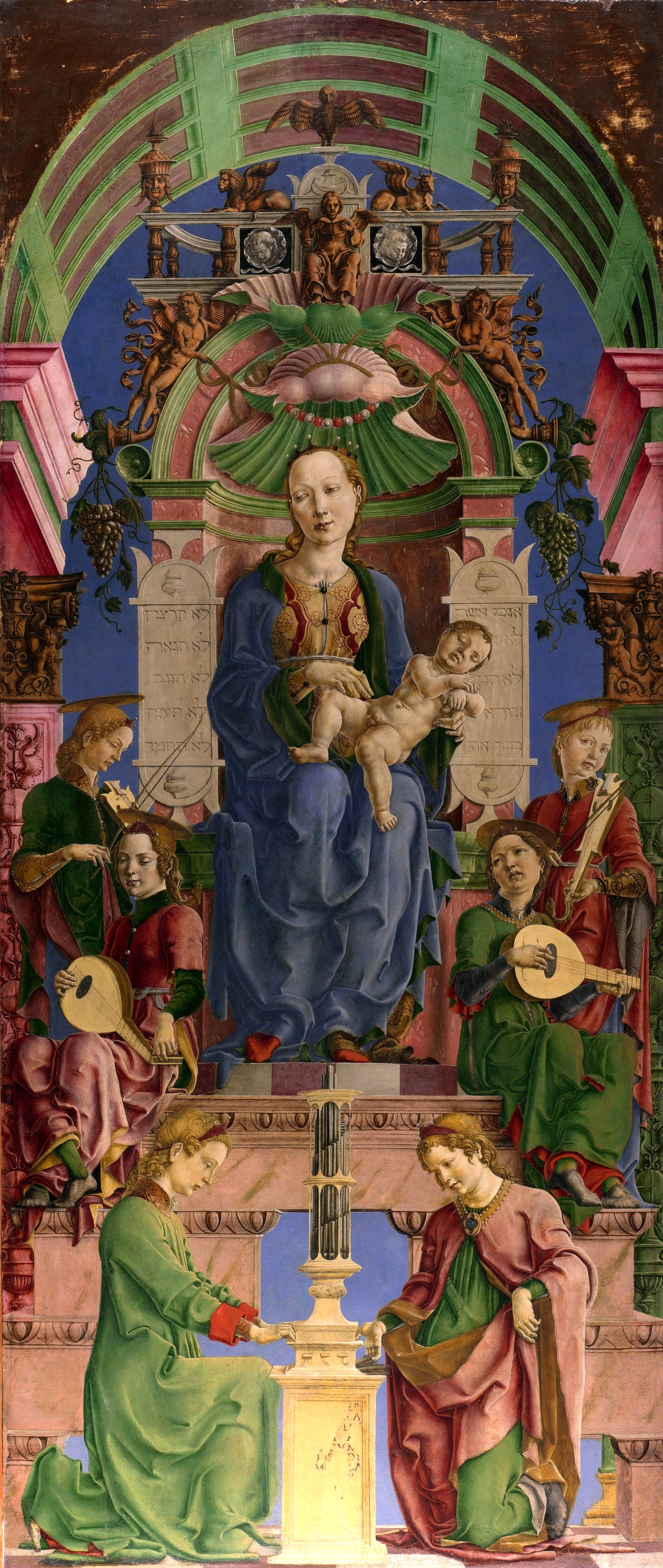
Główny obraz poliptyku Madonna tronująca w otoczeniu muzykujących aniołów National Gallery w Londynie

Ołtarz został zamówiony dla bazyliki San Giorgio fuori le Mura w Ferrarze przez Bartolomeo Roverella dla upamiętnienia jego braci biskupa Ferrary Lorenza i zakonnika z klasztoru Monteoliveto Niccola. Poliptyk miał umocnić społeczny prestiż rodziny Roverella. Był wzorowany na wcześniejszych pracach Piera della Franceska i Mantegny.

## Opis poliptyku
Ołtarz został zniszczony w 1709 roku w wyniku operacji militarnej. Składał się z sześciu obrazów i siedmiu lunet znajdujących się u podstawy ołtarza. Obecnie zachowały się jedynie trzy oleje (czwarty fragmentarycznie) i trzy lunety.

### Część środkowa
Centralną część zajmuje Madonna tronująca w otoczeniu muzykujących aniołów. Przedstawia Madonnę z Dzieciątkiem na rękach siedzącą na wysokim bogato udekorowanym tronie. Za nią, po obu stronach, wiszą tablice z hebrajskim tekstem i z emblematami ognia nawiązującymi do książęcego rodu d’Este z Ferrary. Głowa Marii znajduje się na tle wielkiej muszli symbolizujące niepokalane poczęcie, obok widoczne są kiście winogrona odnoszące się do płodności i obfitości oraz małe putta, sfinksy i maski w stylu egipskim. Nad tronem przedstawiona jest tetramorfa symbolizująca czterech ewangelistów a w środku, za plecami anioła greckie litery alfa i omega. Po bokach Madonny siedzą aniołowie grający na różnych instrumentach. Pod jej stopami znajduje się postument z łacińską inskrypcją. Według Girolamo Baruffaldi, napis pochodził z Lodouci Bigi Pictorii Ferrariensis poetae Tumultutuariorum carminum pracy autorstwa Ludovico Pittorio z 1492 roku. Pełna inskrypcja brzmiała: 

Imago uirginis excitantis filium
Sure puer. rouorella fores gens pultat. apertum
redde aditum. pulsa lex ait:intus eris (E. Ruhmer Tura Paintings and grawings s.176)

 Obraz został zakupiony przez British Museum w 1867 roku.

### Pozostałe fragmenty poliptyku
Z prawej strony znajdował się obraz przedstawiający św. Maureliusza, patrona kaplicy i św. Pawła trzymającego dłoń na ramieniu zakonnika prawdopodobnie Niccola Roverella. Panel został nabyty przez Colonna w 1836 roku z kolekcji Marchese Giovanni Nagliati w Ponte Lagoscuro (w pobliżu Ferrara). Obraz jest dobrze zachowany, z niewielkimi uzupełnieniami w dolnej części i po lewej stronie. Po przeciwnej stronie znajdowały się wizerunki św. Piotra i św. Jerzego wraz z klęczącym prawdopodobnie Lorenzo Roverella. Z tego panelu zachowała się jedynie półpostać św. Jerzego. Obraz znajdował się w kolekcji barona von Lanna w Pradze i był uznawany za dzieło Mantegny, Cossy lub Bonsignoriego. W 1931 roku został zidentyfikowany jako część poliptyku Roverella. W 1944 roku został przekazany do San Diego Museum of Art przez Anne i Amy Putman. Nad skrzydłami poliptyku widniały dwa obrazy przedstawiające sceny z życia dwóch świętych: św. Benedykta i św. Bernarda. Ich postacie były ukazane w szatach biskupich. U samej góry ołtarza, znajduje się duża luneta przedstawiająca scenę Opłakiwania Chrystusa (Pietà). W 1861 roku Pietà trafiła do zbiorów muzealnych Luwru z kolekcji Marchese Giovanni Campana w Rzymie. W 1893 roku dzieło z deski zostało przeniesione na płótno, jest uszkodzone i popękane.
Poniżej części głównej poliptyku, u nasady umieszczono siedem lunet ze scenkami z życia Jezusa. Zachowały się jedynie trzy kolejne - czwarta, piąta i szósta (licząc od lewej). Tematyką trzech zachowanych tond jest Pokłon Trzech Króli pochodzący z kolekcji Santacroce w Rzymie obecnie w Fogg Art Museum , Obrzezanie pochodzące ze zbiorów księcia Santacroce i Contessa Passeri z Rzymu, obecnie w zbiorach bostońskiego muzeum. Trzecie tondo pt. Ucieczka do Egiptu w 1869 roku należało do Canonico Bignami z Cassalmaggiore, następnie w latach 1886- 1927 było w kolekcji Roberta i Evelyn Benson z Londynu. W 1949 roku, zgodnie z testamentem zmarłego Jules S. Bache zostało przekazane do Metropolitan Museum of Art w Nowym Jorku.

## Zachowane części i ich miejsce przechowywania
- Madonna tronująca w otoczeniu muzykujących aniołów - (239 x 102 cm), National Gallery w Londynie[2];
- Pietà - (132 x 267 cm), Luwr Paryż[3]
- Święty Maureliusz i święty Paweł i Niccolò Roverella - Galleria Colonna
- Święty Jerzy (fragment) - (39 x 29 cm), San Diego, San Diego Museum of Art[4]
- Obrzezanie – tondo (śr. 38 cm), Boston, Isabella Stewart Gardner Museum[5]
- Ucieczka do Egiptu - tondo, (śr. 38 cm), Nowy Jork, Metropolitan Museum of Art[6]
- Pokłon Trzech Króli - tondo, (śr. 38 cm), Cambridge, Fogg Museum[7]

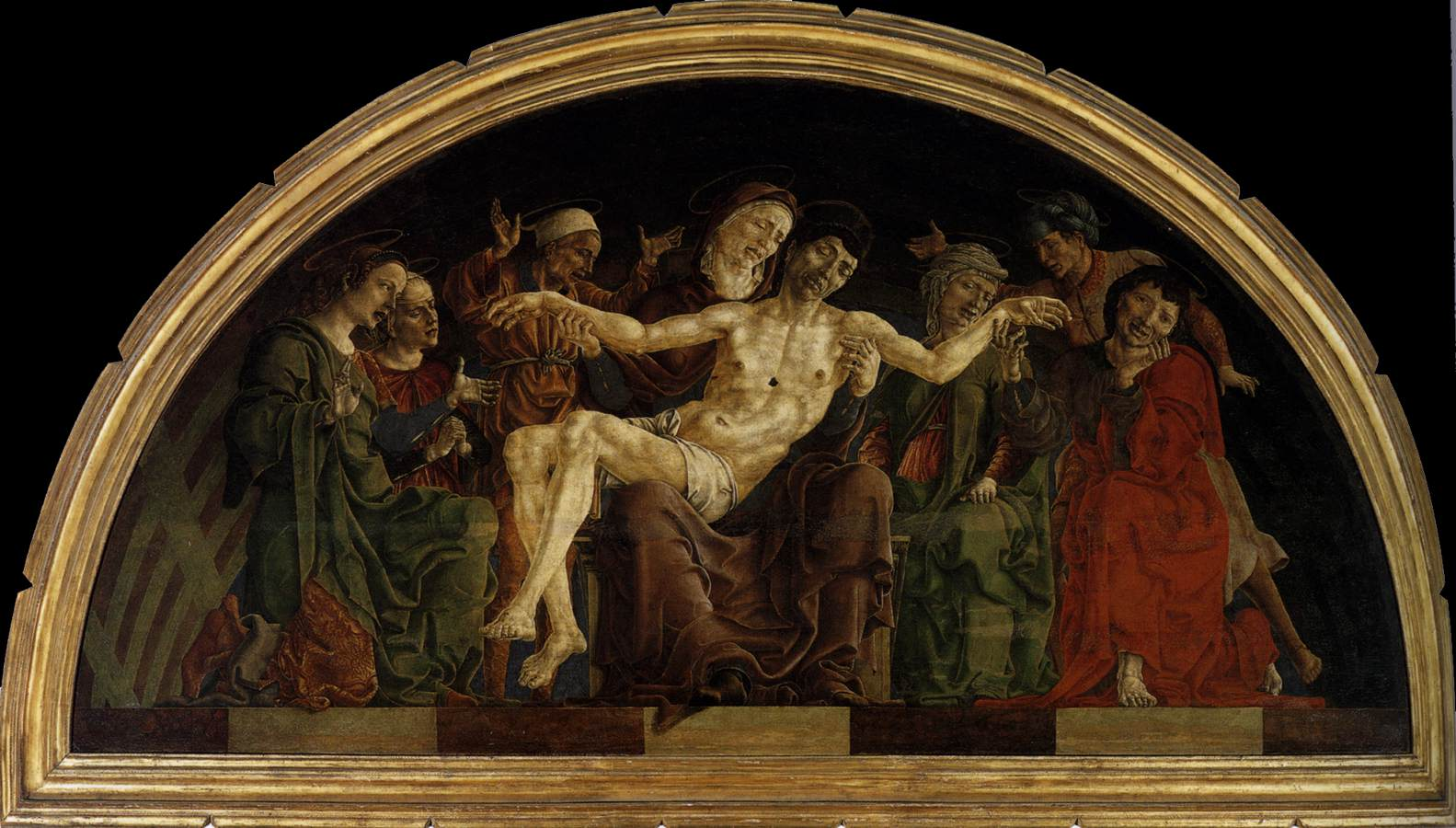
Pietà
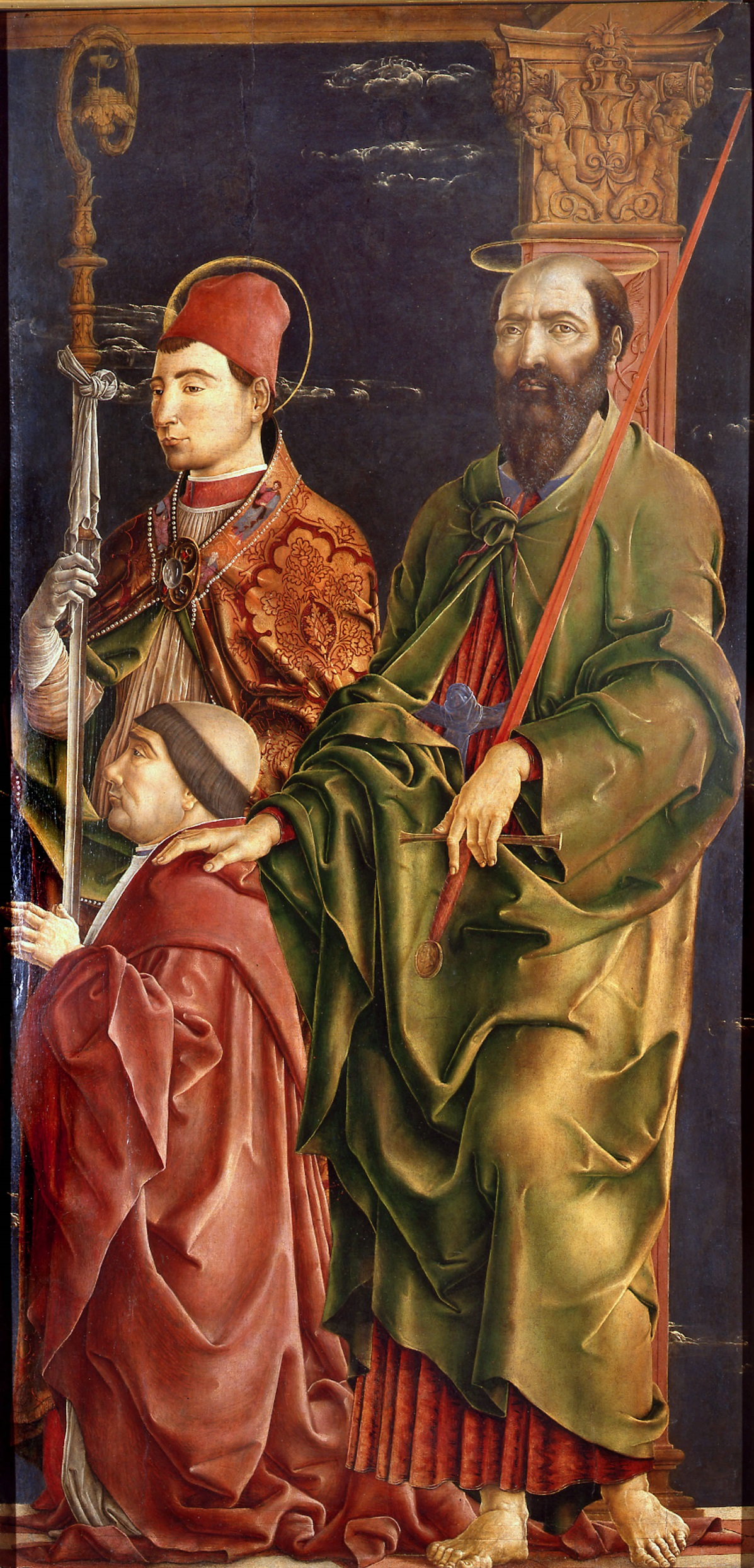
Święty Maureliusz i święty Paweł i Niccolò Roverella
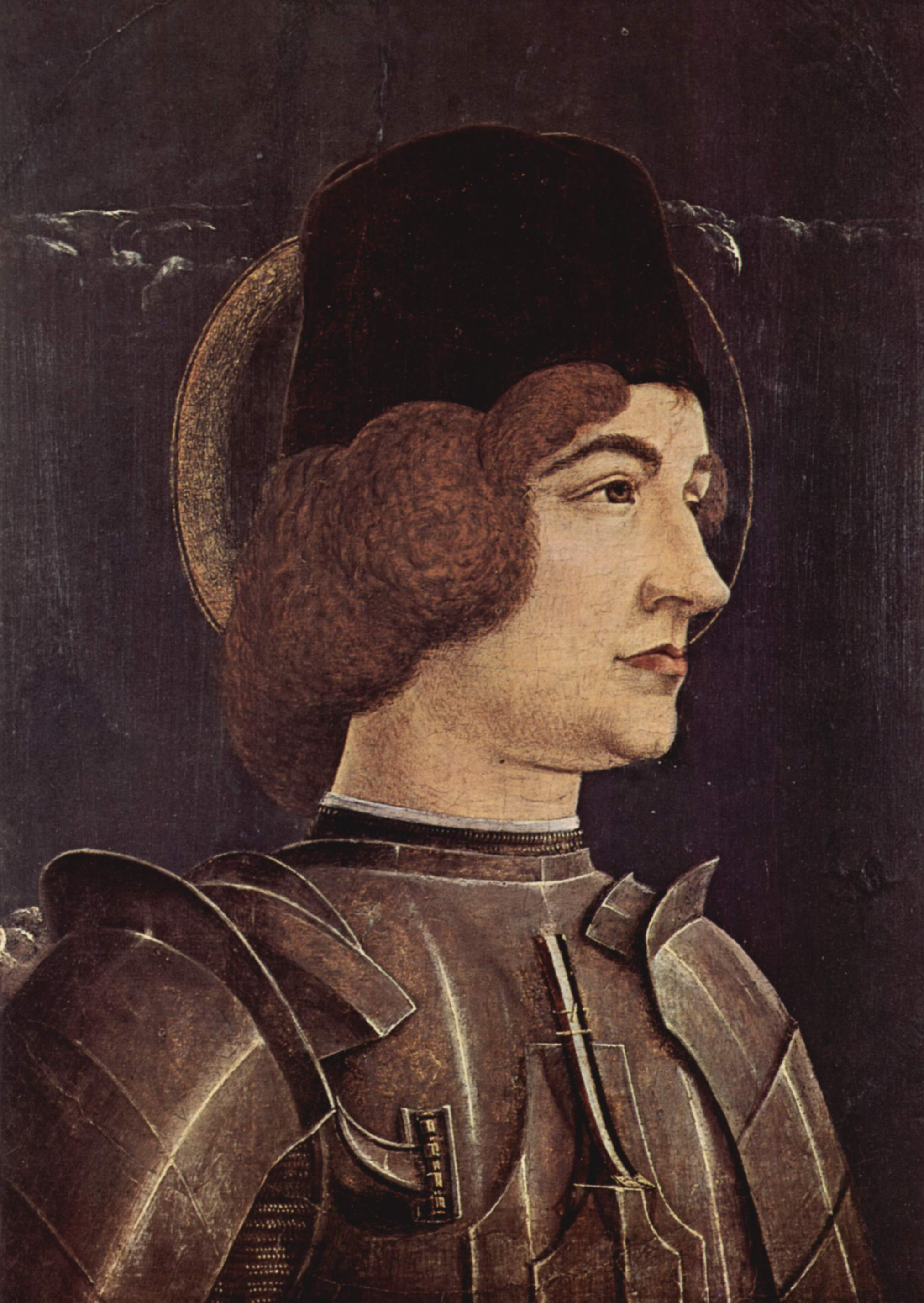
Święty Jerzy (fragment)
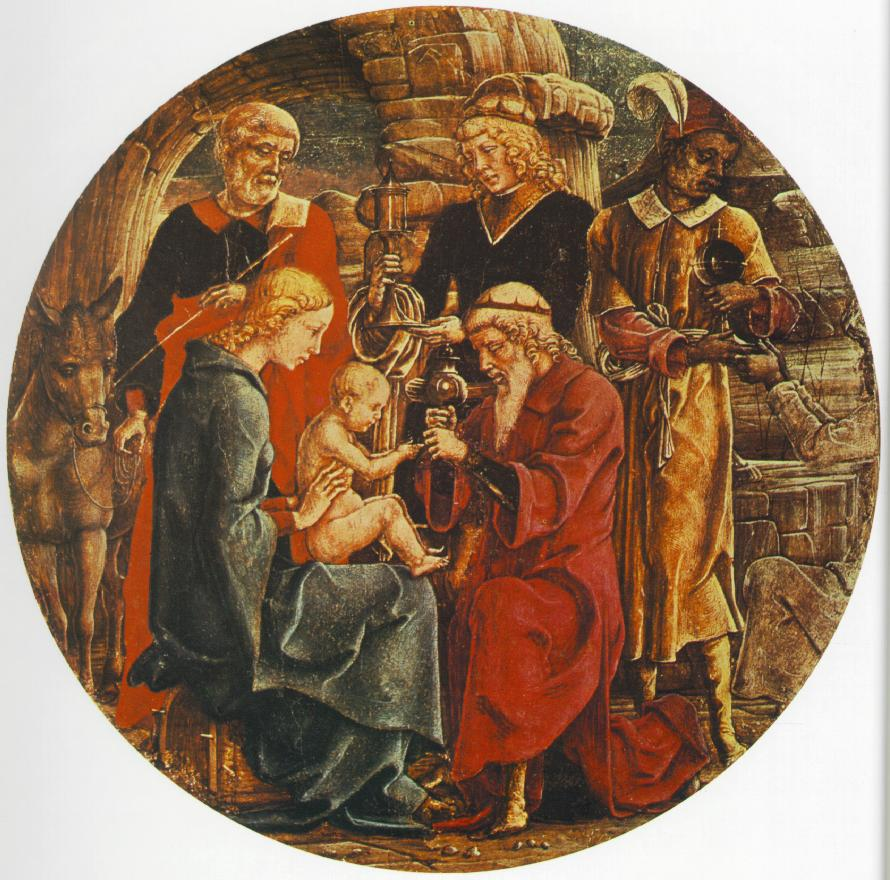
Pokłon Trzech Króli
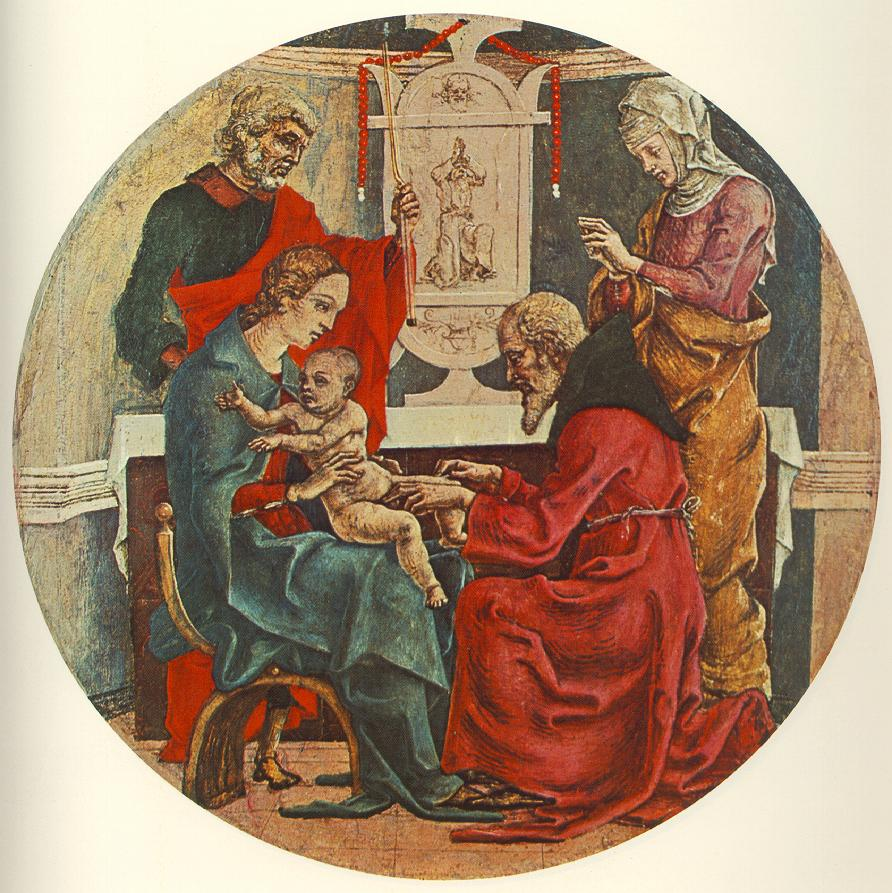
Obrzezanie
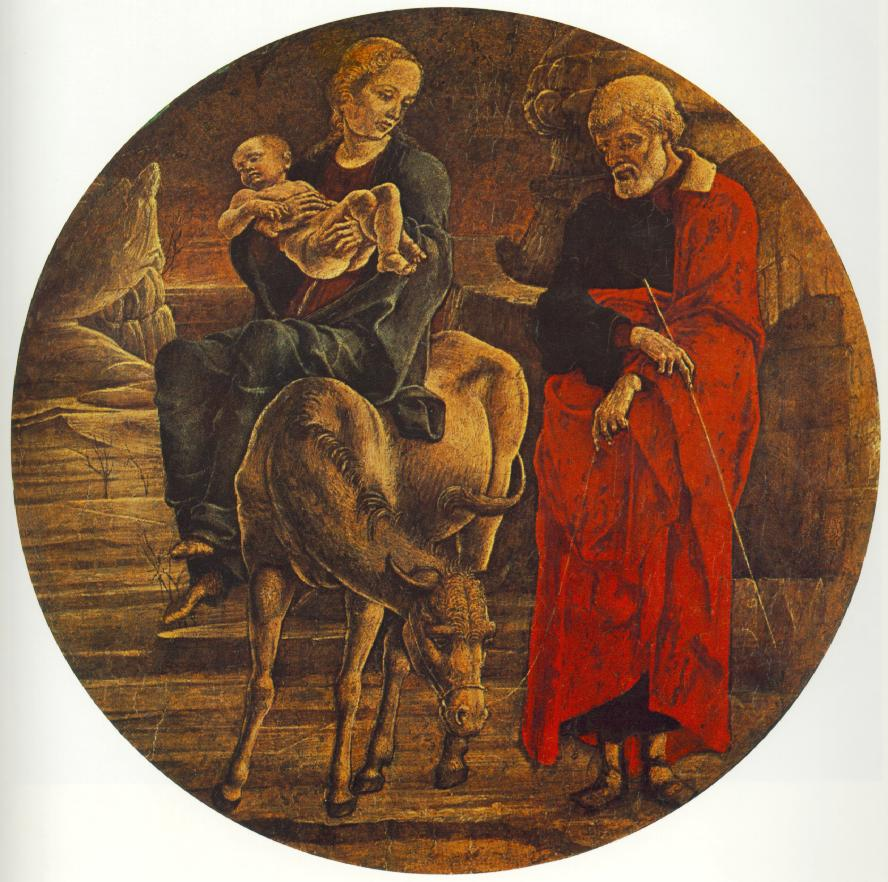
Ucieczka do Egiptu